# Łukowit (gmina)
Łukowit (bułg. Община Луковит)  − gmina w północnej Bułgarii, w obwodzie Łowecz.

## Miejscowości
Miejscowości wchodzące w skład gminy Łukowit:
- Belenci (bułg.: Беленци),
- Beżanowo (bułg.: Бежаново),
- Dermanci (bułg.: Дерманци),
- Dyben (bułg.: Дъбен),
- Karłukowo (bułg.: Карлуково),
- Łukowit (bułg.: Луковит) − siedziba gminy,
- Peszterna (bułg.: Пещерна),
- Petrewene (bułg.: Петревене),
- Rumjancewo (bułg.: Румянцево),
- Todoriczene (bułg.: Тодоричене),
- Toros (bułg.: Торос),
- Yglen (bułg.: Ъглен).